# 蔺家楼站
蔺家楼站，位于中国山东省济南市莱芜区方下镇，建于1974年，为济南铁路局兖州车务段管辖的四等站。
客运车现只有辛泰铁路7053/4次普通旅客列车往返经停方下镇蔺家楼村2分钟。
办理旅客乘降，行李包裹托运业务。货运办理整车到发，危险货运办理农药，化肥到发。